# Charles Montagu Doughty
Charles Montagu Doughty (født 19. august 1843 i Theberton Hall, Suffolk, død 20. januar 1926 i Sissinghurst, Kent) var en engelsk opdagelsesrejsende i Arabien. 
Doughty studerede naturvidenskab og foretog dernæst en længere rejse til Centralarabien. Hans ekspedition blev særlig betydningsfuld ved fremdragelsen af en hel række nye, hidtil ukendte indskrifter, og hans værk: Travels in Arabia Deserta (2 bind, 1888) er i det hele rigt på geografiske, naturvidenskabelige og arkæologiske iagttagelser.